# Augusto César Vannucci
Augusto César Vannucci (Uberaba, 11 de janeiro de 1934 — Rio de Janeiro, 30 de novembro de 1992) foi um ator de cinema, diretor e produtor de televisão brasileiro.

## Biografia
Ingressou na carreira artística como ator na Companhia César Ladeira, aos 18 anos. Como ator, participou de filmes, durante os anos 1950 e 1960, como Alegria de Viver (1958) (no qual também canta e dança), Tristeza do Jeca (1961) e Três Colegas de Batina (1962), entre outros.
Foi para a Rede Globo em 1965, meses após a inauguração da emissora. Nas década de 1970 e 1980, dedicou-se à carreira de diretor e produtor de programas de televisão. Criou e dirigiu a maior parte dos grandes musicais da Rede Globo, como Globo de Ouro e Alô Brasil, Aquele Abraço, e de humorísticos famosos, como Chico City, Faça Humor, Não Faça a Guerra, Aplauso e Os Trapalhões. Muitos de seus especiais, como os infantis e musicais, foram premiados no Brasil e no exterior. Dirigiu os especiais do Balão Mágico como A Turma do Balão Mágico em Amigos do Peito e A Turma do Balão Mágico Nº2, ao lado de Paulo Netto.
Espírita, ele também criou programas ligados à religião, como o Terceira Visão, apresentado por Luis Antonio Gasparetto na Rede Bandeirantes, e era amigo pessoal do médium Chico Xavier. Vannucci dirigiu a peça Além da Vida, psicografada por Chico.  Após curta passagem pelo SBT, passou também pela Rede Manchete (1989-1991), onde criou a série Fronteiras do Desconhecido e o humorístico Cabaré do Barata, conduzido por Agildo Ribeiro.
Dias antes de sofrer o derrame cerebral que o matou, dirigiu para a Rede Globo o programa especial Criança Esperança, onde estavam os humoristas de Os Trapalhões, e elenco da Globo, com esportistas, atores, atrizes, cantores, cantoras, jornalistas e vários artistas.
Vannucci morreu aos 58 anos de idade, no Rio de Janeiro, vítima de uma isquemia cerebral, em 30 de novembro de 1992.
Era pai de Rafael Vanucci, e teve mais seis filhos: Gabriel, Marianna, Lívia, Gabriela, Valéria e Fabiano.[carece de fontes?]